# Ефремово-Зыковский сельсовет
Ефремово-Зыковский сельсовет — сельское поселение в Пономарёвском районе Оренбургской области Российской Федерации.
Административный центр — село Ефремово-Зыково.

## История
9 марта 2005 года в соответствии с законом Оренбургской области № 1909/346-III-ОЗ образовано сельское поселение Ефремово-Зыковский сельсовет, установлены границы муниципального образования.

## Население
| 2010 | 2012 | 2013 | 2014 | 2015 | 2016 | 2017 |
| ---- | ---- | ---- | ---- | ---- | ---- | ---- |
| 503  | ↘497 | ↘478 | ↘458 | ↘449 | ↘419 | ↘402 |
| 2018 | 2019 | 2020 | 2021 |      |      |      |
| ↘393 | ↘370 | ↘349 | ↘343 |      |      |      |

## Состав сельского поселения
| № | Населённый пункт | Тип населённого пункта       | Население |
| - | ---------------- | ---------------------------- | --------- |
| 1 | Ефремово-Зыково  | село, административный центр | 345       |
| 2 | Комиссаровка     | посёлок                      | 24        |
| 3 | Сорокино         | село                         | 134       |